# Ruben Boykin
Ruben Eugene Boykin jr. (Inglewood, 20 giugno 1985) è un ex cestista e allenatore di pallacanestro statunitense.

## Carriera
Approda in Italia nel 2008, chiamato dall'Aurora Fileni Jesi con la quale disputa una stagione e mezza in Legadue. A gennaio 2010 passa alla Pallacanestro Pavia, la stagione successiva a Casalpusterlengo, sempre in Legadue. Il 10 ottobre 2010 disputa a Reggio Emilia la sua miglior prestazione assoluta in Italia. L'ala americana trascina alla vittoria l'Assigeco Casalpusterlengo con 28 punti (career-high), 14 rimbalzi e 2 stoppate, con 43 di valutazione.